# 大岡越前 (ナショナル劇場) の登場人物
この項目では、TBS系列で放送されていた連続テレビドラマ『大岡越前』シリーズに登場したレギュラー（および準レギュラー）登場人物、および関連事項を列挙する。なお、実在人物については、史実と異なる部分もあるため、各登場人物の項を参照されたい。

## 大岡家
大岡忠相（加藤剛） / 出演シリーズ：全作
シリーズ全体の主人公。八代将軍・徳川吉宗の命により、山田奉行から江戸南町奉行職を拝命する。
職務と信念に忠実な堅物で、家族・仲間間の揉め事にも私情をはさまず公正に裁く。白洲ではいかなる罪人に対しても裁きを再吟味に委ねるなど慎重な姿勢（やや女性犯罪者に甘い傾向もあるが）だが、特に非道な罪人に対しては即刻刑を下すこともある。
剣の達人だが悪人をその場で斬り捨ててしまう事は少なく、多くの場合は峰打ちにして捕える事を優先する。自らお忍びで悪人の本拠地に潜入したり斬り込んだりする事も少なくないが、将軍吉宗がお忍びで市中に出歩くのには批判的でたびたび口酸っぱく諫言している。
実在の人物であるが、史実と異なり、青年奉行として描かれた。また、史実では普請奉行を経て町奉行を拝命している。
また、史実では一族の大岡忠真の婿養子になっているが、本作ではこの縁組の設定がないため、忠相の養父と正妻にあたる忠真父娘は登場しない。
大岡忠高（片岡千惠藏） / 出演シリーズ：第1部 - 第6部
忠相の父。隠居して小普請（非役の旗本）入りしている。忠相とは対照的に剛直で自由奔放な、生粋の三河武士。釣りも好きで時には忠相などと夜釣りに出掛けたりもする。また源次郎とは将棋をさしてはケンカをする仲であった。時にはもめ事を起こして忠相を困らせることもあるが、伊織や三次同様、大岡一家や南町奉行所の影の戦力としても活躍する。忠相同様に剣の達人である。
酒で死ぬなら本望という程の酒好きで、よく小料理屋「たぬき」にも出入りする。
第6部あたりから持病を患うようになるが、その死はあまりにも突然で、死因は卒中だったことが、第7部初回で忠相の口から語られている。史実同様、享年68と設定され、位牌にも「大岡美濃守忠高」と記されていた。なお、史実では忠相の南町奉行就任よりはるか以前に他界している。
演じる片岡が、第7部クランクイン直前に他界したため、物語上でも他界した設定とされた。第1話では、竹脇演じる伊織の台詞として、忠高のみならず演じていた片岡への敬意を表した追悼の辞とも取れる言葉が述べられた。他にも第7部において、妙や村上、辰三など古くから共演していた登場人物の口から、忠高を偲ぶ話が語られていた。
家族以外からは「御前（ごぜん）」と呼ばれている。三人称としては「柳原の御前」と呼ばれていた。
大岡妙（加藤治子） / 出演シリーズ：第1部 - 第7部、第11部
忠相の母、忠高の妻。北条出羽守の孫娘。どんなときも忠相を信じ、破天荒な夫の言動にも動じない。時には忠相を困らせる夫に抗議することもある。忠高の死後は常に亡き夫を立てた言動をしていた。
忠高（片岡）が他界してからは準レギュラーに退いた。
家族以外からは「柳原の大奥様」と呼ばれていた。なお、第8部 - 第9部でも、妙は登場しなかったものの、柳原の話は出てくる。
大岡雪絵（宇津宮雅代 / 出演シリーズ：第1部 - 第6部、酒井和歌子 / 出演シリーズ：第7部 - 第8部、平淑恵 / 出演シリーズ：第9部 - 最終回スペシャル）
忠相の妻。第1部第4話「慕情の人」で初登場。養父は大番頭の吉本作左ヱ門。亡実父市川後楽は吉本家出入りの医師で、長崎にいた頃呑舟の友人だった。なお、史実においても忠宜の母は「市川氏（の娘）」と伝えられている（『寛政重修諸家譜』）。
雪絵も医術の心得があり、伊織にかわって検死をおこなうことも。また、小太刀の腕も確かで、悪人相手にひるむことはない。忠相の許嫁だった亡き千歳（村上の娘、千春の姉）とは瓜二つ。そのことで思い悩んだこともあるが、忠相に「ちとせ殿に瓜二つのあなたをではなく、雪絵という名の女人をかけがえのない人と思うようになっている」と言われ、忠相との結婚を決意する。
どんな事態が起きても夫を信じている良妻の鏡として描かれている。忠相の事は「あなた」と呼ぶ。また、おはななど直接の奉公人以外の人物を呼び捨てにしないなど丁寧な物言いをする。
忠相を陥れる陰謀のために、誘拐されたこともしばしばある。
全シリーズを通して登場した数少ないキャラクターであり、演者が交代しながら全シリーズ登場した唯一のキャラクターでもある。
大岡忠宜（大川辰五郎） / 出演シリーズ：第3部
忠相・雪絵の一人息子。史実では忠相の町奉行就任前に誕生している。

### 奉公人・用人
おはな（第6部までは「お花」表記）（田坂都 / 出演シリーズ：第3部、結城しのぶ / 出演シリーズ：第4部、遠藤真理子 [第7部から香山まり子名義]/ 出演シリーズ：第5部 - 第10部）
第9部第3話で辰三と結婚。それに伴いおちよが役宅に奉公にあがるが、おはなも通いの女中としておつとめを続け、共働きの夫婦となる。なお、この設定は第10部まで継続し、その後は関連する人物設定が変更される。
父親は大工の棟梁で勘五郎といい、第7部、第9部に、役者は異なるものの1回ずつ登場している。
おちよ（お千代）（片山由香 / 出演シリーズ：第9部、西村美有紀/ 出演シリーズ：第10部）
第9部第4話から登場。おはなの後を受けて、住み込み奉公人となる。第10部第1話での雪絵の台詞から、第9部と第10部の「おちよ」は同一人物である。
おはな（安永亜衣/ 出演シリーズ：第11部）
大岡家で働く奉公人。嫁入り前の娘で、父親の名も違うことから、第10部までのおはな（お花）とは別人である。
お鈴（花島優子） / 出演シリーズ：第12部 - 第13部
半次の娘。茂平と二八蕎麦屋の屋台で働いていたが、押し込み一味の顔を見てしまい命を狙われたばかりか、茂平とも死別となり、身寄りを失った所を大岡家に奉公することになった。第13部第1話で北村一平との結婚に伴い役宅を辞し、その後子を身籠もり準レギュラーに下がり、フェードアウトの形になった。
北村一平（島英臣） / 出演シリーズ：第12部 - 第14部
同じく大岡家で働くお鈴と職場結婚。お鈴との間に子がいるはずだが、詳細は描かれなかった。
すみれ（吉井丈絵） / 出演シリーズ：第13部 - 最終回スペシャル
元は静加の屋敷で働いていたが、結婚したお鈴のかわりに忠相宅に奉公にあがる。

### その他
吉本作左ヱ門（堀雄二） / 出演シリーズ：第1部 - 第2部
雪絵の養父。大番頭。
静加（藤間紫） / 出演シリーズ：第13部 - 第15部
雪絵の母。忠相からは「四谷の母上」と呼ばれている。なお、それ以前のシリーズでは雪絵の母は他界した設定になっていた。演じる藤間の息子・藤間文彦は第5部に出演しており、共演はしなかったものの、親子で同番組に出演したことになる。

## 南町奉行所

### 与力
神山左門（天知茂） / 出演シリーズ：第1部 - 第3部
祝言をあげたばかりの妻を盗賊に人質にとられ亡くしたため、悪に対する憎しみが人一倍で、それ以来「かみそり左門」と呼ばれるようになった。村上同様、忠相よりも以前から南町奉行所に勤めているが、村上と違って忠相一家との個人的な付き合いはなく、あくまで役目上の付き合いだけである。彼を主役にしたフジテレビの時代劇スペシャル地獄の左門十手無頼帖が制作されたが、時代設定が本作とは大きく異なり天保年間に変更されている。
池田大助（原田大二郎） / 出演シリーズ：第3部
忠相配下の見習い与力。爆薬によって殉職した父・池田良助（高松英郎）の後を継いで与力となる。村上とは、若い上役と年配の下役との関係から、「村上さん」「大助様」と呼び合い、互いに敬語で話していた。
相良俊輔（三浦友和） / 出演シリーズ：第4部
相良正左衛門（加東大介）の息子だったが、父は吉宗暗殺を企てる一味に加担したあげく、銃弾を浴び死亡。身寄りのなくなったところを忠相の計らいで内与力を拝命した。若さゆえに暴走に走り源次郎たちにたしなめられることもあった。綾と次第にいい仲になっていく。池田同様、村上とは、若い上役と年配の下役との関係から、「村上さん」「相良様」と呼び合い、互いに敬語で話していた。
ただし、実際の江戸時代の身分制度では、内与力は奉行を務める家（この場合は大岡家）の家臣、すなわち陪臣であり、与力や同心は身分上、徳川家の直参家臣になるため、村上の方が身分は上である。
片平弥平次（西岡徳馬） / 出演シリーズ：第12部 - 第13部（準レギュラー）
無口、茫洋で感情を見せることは少ないが、頭の切れは抜群の詮議掛り与力。主に浪人や町人の姿に変装し、敵方に潜入して内偵捜査を進める。

### 同心
村上源次郎（大坂志郎） / 出演シリーズ：第1部 - 第9部
通称・仏の源さん。南町奉行所の“生き字引”として忠相から最も信頼されている。忠高と仲がよく、忠高と生前はよく将棋を指していた。妻を早くに亡くしたうえ、忠相の許嫁だった長女ちとせを、物語当初の時点ですでに亡くしていた。第4部で一度は再婚し、後妻と義理の娘を持ったが、その後は（その設定がリセットされ）再度やもめ暮らしに甘んじた。第5部では伊織のもとへ嫁いだ千春にまで先立たれる設定になった。
演じる大坂が病気のため第9部を最後に降板して以来フェードアウトの扱いであったが、大坂が第10部終了後に他界し、物語上でも村上が他界していたことが第11部第15話で明かされ、その回が村上そして大坂の追悼作となった。
偏屈・頑固で年寄り扱いされるのを嫌うゆえ、忠高との将棋での揉めごとが原因で大騒動を巻き起こしたことも。忠相を幼少時代から知り、最後（の登場）まで“若”と呼んでいた。若手同心や岡っ引きとの会話の三人称としても“若”と呼ぶことや外部の者との会話の中では、三人称として「お奉行」と呼ぶこともある。
特に村上の場合、劇中では大岡家の家臣でもあるかのような描かれ方をする（これはほかの同心や岡っ引きも同様である）が、史実では奉行所所属の配下と大岡家の家臣とは内与力を除いては全く別である。
忠相や神山左門からは“源さん”と呼ばれ、忠高からは“源テキ”“源の字”、たまに“源さん”とも呼ばれていた。雪絵や伊織らからは“村上さん”と呼ばれていた。伊織はおおむね敬語で話していた。池田大助や相良俊輔とは、若い上役と年配の下役との関係から、“大助さま”“相良さま”と呼び、“村上さん”と呼び、互いに敬語で話していた。源次郎が相良を叱りつけることもあった。後述の風間からは“オヤジさん”、蕪木からは“村上さん”、立花からは“村上さま”と呼ばれた。
風間駿介（和田浩治） / 出演シリーズ：第5部 - 第9部
南町奉行所きっての熱血同心。後述の蕪木が登場するまでは唯一の若手同心のレギュラーであった。
好評だったのか、彼を主役に据えた『疾風同心』、『八丁堀あばれ軍団』というスピンオフ作品まで制作された。
初登場以後、辰三と組んで行動している。第8部では特にこの点が明確に描かれた。
第9部では風間が登場しない回が少なくなく、その場合は小田原へ出向いて留守のように語られることがあった。
よく村上宅で朝食をとらせてもらっている。村上も承知して2人分用意している。
志保へ想いを寄せるが、志保には伊織がおり、結局報われない。
蕪木が登場する以前の第7部までは、多少羽目を外す場面が描かれた。
第8部当初は蕪木の不真面目さに腹を立てることもしばしばだったが、その一方で心配もしており、次第に理解し合うようになっていく。
なお、演じる和田は第9部が遺作となった。なお、役者の逝去による降板の場合、その人物も亡くなった旨が劇中で示されることが多いが、風間の場合はフェードアウト扱いとなった。
蕪木兵助（森田健作） / 出演シリーズ：第8部 - 第12部 第1話
第8部冒頭で見習いから昇格した、レギュラーとしては3人目の同心。
当初はいわゆる「今どきの若者」的な同心で、役目に対する姿勢が中途半端なところがあり、風間たちを怒らせることもしばしばであった。十手を盗まれて犯罪に悪用されたこともある。
ただし、風間を嫌っていたわけではなく、「風間は風間、自分は自分」というスタンスであった。いざ、事件や悪人を目の前にすれば見逃さない。また、風間が“謹慎”を命じられたり、自分の失態がもとで負傷したときなどは発奮しており、次第に風間と理解し合うようになっていく。
第8部と第9部では、特技の絵描きを生かして人相書きを描くことがあった。
第8部ではおけいに思いを寄せているが、おけいは本作が最後の登場となったため、この設定は第8部のみとなる。おけいは彼にとっては気の強い姉のような存在だった。
第8部では、基本的に「風間＋辰三」のチームに対し、「蕪木＋勘太（＋おけい）」というチームで行動していた。
第9部以後は、後述の立花千鶴に思いを寄せるようになり、第11部最終話（第26話）で結婚する。
第9部では風間が出演しない回が多く、その回には風間の役回りを演じることがあり、その場合は蕪木＋辰三、立花＋勘太のコンビになる。
第9部からは、「今どきの若者」的な側面を多少残しつつも、少しずつ熱血同心キャラにシフトして、風間に次ぐ若手同心の柱に成長していく。
第10部で風間が姿を消してからは若手同心のエースとなる。
第12部第1話でお鈴を守るべく盗賊集団に一人で挑むが、単独行動していた筧が敵の計略で引き離されていたことが災いし、壮絶な最期を遂げた。なお、蕪木の存在は、他の登場人物の芝居や台詞で第3話まで扱われ、その後はフェードアウトとなった。全シリーズを通して、唯一南町奉行所のレギュラースタッフの殉職が描かれた人物である。
亡父の蕪木弥兵衛（やへえ）は『鬼の蕪木』として恐れられた凄腕同心だったことが、初登場時に忠相の口から語られている。
立花喬之助（佐藤佑介） / 出演シリーズ：第9部 - 第14部
同心だった父が死んで御組替えになり、蕪木の向かいに姉とともに引っ越してきた見習い同心として登場する。第10部では見習いから昇格する。
風間や蕪木の新人時代と違い、頼りないながらも生真面目に勤める若者として描かれた。当初は降りかかる事件や事態に右往左往する場面がしばしば描かれた。また、辰三や勘太から殺しの現場で助言を受けることもあった。
第11部から、佐橋の娘・千夏との恋愛模様が描かれる。それまでは若手同心中、唯一恋愛に無縁だった。
第13部終盤では佐橋の娘千夏と結婚し佐橋家の婿養子となる。ただし、千夏も同シリーズ限りで姿を消したため、第14部ではその設定がリセットされる。
第14部では若手同心の筆頭として描かれた。
歴代レギュラー同心の中で、最も多くのレギュラー同心・岡っ引きとともに登場している。同心では村上、風間、蕪木、佐橋、北風、赤垣、筧、片瀬、夏目と同シリーズで登場し、同時出演がなかったのは姿を消した後に登場した北島（第15部）、岬（最終回スペシャル）のみである。
佐橋孫兵衛（佐野浅夫） / 出演シリーズ：第10部 - 第13部・最終回スペシャル
村上源次郎（および風間駿介）が姿を消した後、南町のベテラン同心として忠相を支えた。村上同様、南町奉行所には長く勤めている。
忠相とは“孫さん”“お奉行”と呼び合い、伊織からも同様に“孫さん”と呼ばれ、常体で話されるなど村上との差別化がなされており、村上と比べて立場が低く、忠相と距離のある存在に描かれている。
ただし、第11部第15話の村上の追悼作では、孫兵衛自身も村上を“源さん”と呼び、霊前にも常体で話すなど、同心としての身分は対等であったように思われる。村上と違い、妙を苦手にしている節がある。若手同心からは“オヤジさん”と呼ばれた。
村上と違ってカミナリ親父的な同心であり、常に「ばかやろ」と部下の同心や岡っ引きに言うのが口癖となっている。そのため、彼らからは煙たがられている存在となっている。
周りから、年寄り扱いされるのを嫌っており、常に自分の若さを強調している。
第10部では村上同様やもめ暮らしの独り身で、のちにしのぶが養女となるが、第11～13部および最終回スペシャルでは実の娘、千夏が登場する。
第11部で、妙との会話の中で、亡き忠高のことを「御前」と呼んでいることから、村上や風間同様に、忠高との生前の接触はあったと思われる。
第13部終盤では最終話（第26話）を待たず、娘千夏の結婚を機に婿養子となった喬之助へ佐橋家を任せてお役を辞し、西国への巡礼の旅に出る。これは、演じる佐野がこの後放送される水戸黄門第22部から3代目水戸光圀役に選ばれたことによる。ただし、最終回スペシャルではその設定が娘・千夏ともどもリセットされる。このときには佐野はすでに光圀役を降板している。
北風正吾（四方堂亘） / 出演シリーズ：第10部
第10部のみ登場した見習い同心。しのぶと惹かれあう仲になっていく。しのぶともども同シリーズ限りの登場で、見習いから昇格しないまま姿を消した。ペン回しのように十手を回すことが得意で、そのことで孫兵衛に叱られたこともある。
片瀬堅太郎（佐野圭亮） / 出演シリーズ：第11部 - 最終回スペシャル
第11部第3話で、忠相の知行地から出てきて、小石川養生所の医師となる。
第13部で南町奉行所付の鑑察医に転職、さらに孫兵衛の勇退と同時に十手を仰せつかり同心となる。なお、監察医時代にも同心的な役回りを演じることがあり、同心になってからも医学の知識を生かした探索を行っていた。
筧甚八（原田大二郎） / 出演シリーズ：第12部 - 第13部
本所奉行所の同心だったが、その廃止に伴い配置替えになって南町奉行所同心となり、蕪木の隣に引っ越してくる。
第1話では南町奉行所の全員協力体制にあからさまに反発して単独行動を繰りかえす。しかし、それがもとで蕪木が死にいたったことを悔やみ、次第に南町にとけ込んで、事実上南町のエースとなる。ただし、登場しない回が少なからずあった。
赤垣伝兵衛（小松政夫） / 出演シリーズ：第12部 - 第15部
第12部の初登場時は南町の同心をライバル視する北町奉行所の駄目同心で、「たぬき」の娘たちから“北町のゲジゲジ”と呼ばれる嫌われ者だった。このキャラクターは、同時間枠で小松が演じていた同様の駄目同心である『江戸を斬る』の色川伝兵衛や、『翔んでる!平賀源内』の赤垣平助と同じキャラクターである。
初登場時のお柳への台詞から、三次の存在も知っていたことが描かれている。この時点では「たぬき」でばったり会う忠相のことをただの浪人と思っていた。
第13部では娘が登場するなどして、多少真っ当なキャラクターにシフトする。第4話で北町をクビになってしまうも、忠相の計らいで第5話から南町奉行所に転属し、忠相の正体を知る。
第14部以降は孫兵衛のポジションを引き継いで、良い意味での枯れた同心、ベテラン同心として若手たちを取りまとめるようになる。ただし、北町奉行所時代の出来事にかかわる話はこれ以後も登場している。
第15部では娘の設定は抹消されたが、後妻が登場する。このシリーズからは若手から“オヤジさん”と呼ばれるようになる。
忠相とは南町転属後、一貫して“お奉行”“赤垣”と呼び合っており、佐橋との差別化がなされていた。なお実年齢では、赤垣を演じる小松は忠相役の加藤よりも年下である。
夏目甚八（てらそま昌紀） / 出演シリーズ：第14部 - 第15部
南町同心のエース的存在であり、熱血漢である。父は与力であったが凶賊に殺されており、その一味の召し捕りを願っていたが、第14部7話にて自らの手で父の無念を晴らした。
酒癖が悪く、失態を犯すと「たぬき」でやけ酒をすることがある。
密偵である半次や六助に、きつくあたる描写が多く、（このことで赤垣にとがめられることがあった。）歴代の同心の中で、密偵との相性は微妙な状態となっていた。
ただ、お鈴とは気が合うところがあり、共同で捜査を行うことがあった。
北島駿介（島英臣） / 出演シリーズ：第15部
夏目と同期の同心で、彼とはいつも張り合っている。片瀬にとっては先輩にあたる。
岬大介（加藤頼） / 出演：最終回スペシャル
若手同心のエース的な存在。片瀬よりは先輩である描写がなされている。
このほか、忠相配下でも、悪に引きずり込まれかけたり、北町時代に失態を犯した同心が、1回限りのゲストで出演するケースがあった。

### 岡っ引き
すっとびの辰三（高橋元太郎） / 出演シリーズ：全作
父も村上付きの岡っ引きだったが、これといった手柄をたてることなく死んでしまい、病身の母を抱えて困っているところを村上に救われ、十手をあずかるようになる。
番組開始時は、亡き父と同様村上付きだった。風間が登場してからは風間と組むことが多くなる。風間の登場が減少した第9部以後では、上役の同心が特に定められなくなる。
番組初期は村上に叱咤される場面が多く、頼りない一面もあったが、第10部以降は北風正吾や片瀬堅太郎といった若い同心をサポートするようになり、古株の岡っ引きとして最終回まで活躍した。
千春への片思いは実らなかったが、第9部第3話で長い交際期間を経て結ばれたおはなと幸せな家庭を築く。ただし、この設定はおはなの登場した第10部までである。
第8部での蕪木・勘太の登場当初は、風間と蕪木の対立が飛び火して、自身も勘太とライバル関係気味になる。
第11部では登場人物の設定が一部変更され、「たぬき」で働くお竹が妻となる。この設定は第12部まで継続する。それ以後は辰三の身内については描かれていない。
おけい（叶和貴子） / 出演シリーズ：第7部 - 第8部
第7部第2話から登場した三次の恩人の娘で、身元引受人として三次が「たぬき」で引き取る。第8部では目明かしを兼務して新人同心の蕪木を助け活躍した。蕪木が思いを寄せた最初の人物である。
出目の勘太（谷幹一） / 出演シリーズ：第8部 - 第15部
大ベテランの岡っ引き・鎌倉河岸の文蔵の子分として登場した。おけいとともに蕪木付きとなる。ただし、第9部以後は辰三同様、上役の同心が明確には定められなくなる。辰三に比べると三枚目的なお調子者であり、当初は悪人に踊らされることもあった。
お京（相楽晴子） / 出演シリーズ：第11部
第11部第5話から登場した勘太の姪。勘太と同居している。
第13話ではおゆき（倉沢淳美）という友人がおり、彼女が悪徳商人とやくざ一味にかどわかされ、他のかどわかされていた町娘達とともにアヘンを吸わされていたが、忠相達によって救出されている。
もぐらの久助（井上茂）/ 出演シリーズ：第12部 - 第13部
伝兵衛の配下。当初は伝兵衛同様北町の配下だったが、13部途中から伝兵衛の南町への異動で南町配下で働く。
子吉（中村獅童） / 出演シリーズ：第14部
第4話から登場した、赤垣にかつて仕えていた目明しのげんしちの息子。大岡への赤垣の進言で十手を仰せつかる。思ったことをすぐ口にするため、辰三や勘太からたしなめられることが多かった。その率直さを気に入られ、お忍びの吉宗のお供をしたことがあるが、本人は最後まで吉宗の正体に気づかなかった。
房吉（うえだ峻） / 出演シリーズ：第15部

太市（水野純一） / 出演シリーズ：第15部

### 関係者の身内
美乃（本山可久子） / 出演シリーズ：第4部
綾の母。村上源次郎の後妻。
綾（吉沢京子） / 出演シリーズ：第4部
美乃の娘。母と村上の再婚問題をきっかけに与力の相良俊輔と想い合う仲となる。
千鶴（舟倉由佑子） / 出演シリーズ：第9部 - 第14部（第9部のみ「立花千鶴」と役名表記された）
立花喬之助の姉。喬之助とともに第1話冒頭から登場し、蕪木に一目惚れされる。弟には口うるさく、特に初期は心配するあまり、役目にまで口を出してしまうことがしばしばあった。（第9部第7話では、組屋敷に訪ねてきた被疑者の頼みを勝手に承知してしまった。）その後は蕪木と惹かれあう仲になっていく。第11部最終話（第26話）で蕪木の妻となるが、第12部第1話で蕪木の殉職により未亡人となり、立花家へ戻る。（第12部放送開始当時、演じる舟倉が「週刊テレビ番組」誌上で「若奥様役に張り切っていたのに早くも未亡人になってしまいました」と残念がっていた。）最終登場となった第14部最終話（第24話）では新三郎に想いを寄せているかのような描写がなされた。
千夏（川島なお美 / 出演シリーズ：第11部 - 第13部、美栞了 / 最終回スペシャル）
佐橋孫兵衛の娘。のちに立花喬之助の妻となる。ただし、第13部終了でその設定は抹消される。
最終回スペシャルにおいては、千夏は独り身の娘として復帰している。
蛍（浦田久美 / 出演シリーズ：第13部、坂野友香 / 出演シリーズ：第14部）
赤垣伝兵衛の娘。
笙子（伊藤榮子） / 出演シリーズ：第15部
赤垣伝兵衛の後妻。

### 密偵
お葉（江波杏子） / 出演シリーズ：第4部
三次の昔の恩人。妹は養生所看護婦のお千代
第4部第24話で死亡。
お蓮（鮎川いずみ） / 出演シリーズ：第13部
与力の片平弥平次とともに活躍。
※ 三次の店で働くその他の密偵は「小料理屋たぬき」を参照

## 小石川養生所
榊原伊織（竹脇無我） / 出演シリーズ：第1部 - 第5部・第7部 - 最終回スペシャル
忠相の親友。小石川養生所の医師。蘭法を学ぶためと称して長崎に留学すること少なくとも4回。医学のこととなると、馬車馬のようになり周りが見えなくなる傾向がある。そのことで忠相とケンカすることもしばしば。天涯孤独。妻千春を亡くした後、独身を通しているが、結構もてるので誘惑は多い。特に志保とは公認の仲となる。
忠相とは立場を超えた対等の付き合いをしており、お互いに「忠相」「伊織」と呼び合う仲。忠相同様に剣の達人であり、しばしば捕物に参加することがあった。また、不審な死に方をした人物の遺体の検死も行った。病に倒れた吉宗を診察するため江戸城に乗り込んだこともあった。
村上（榊原）千春（土田早苗） / 出演シリーズ：第1部 - 第4部
源次郎の娘。第2部最終話で伊織の妻となる。伊織とともに長崎で暮らすこと2度。第4部の終了後に病死。
海野呑舟（志村喬） / 出演シリーズ：第1部 - 第4部
小石川養生所初代筆頭医師。稀にみる名医で伊織が師と仰ぐ。長崎から江戸に出てきて町医者をしていたが、養生所設立にあたり、忠相・伊織に求められて養生所を預かることに。酒癖が悪く、忠高とケンカするほど頑固な性格である。第4部を最後に姿を消すが、第9部にて伊織の口から物故していたことが語られた。
以禰（望月真理子） / 出演シリーズ：第2部 - 第3部

お千代（沢田亜矢子） / 出演シリーズ：第4部

文吉（三ツ木清隆） / 出演シリーズ：第4部

高坂千絵（山口いづみ） / 出演シリーズ：第5部
第1話で吉宗暗殺を謀った元南町与力高坂左内（成田三樹夫）の妹で、忠相たちの計らいで養生所に勤めることになる。伊織に好意を抱いている。
工藤新吾（藤間文彦） / 出演シリーズ：第5部
結城新三郎（第6部では新三郎）（西郷輝彦） / 出演シリーズ：第6部・第14部 - 第15部
長崎でオランダ通事をしていた。伊織に付いて医学を学び、伊織と義兄弟の契りを交わす。「おらんだ新三」の異名をとるほどの拳法の使い手でもある。伊織の紹介で江戸に飛び、財政難に苦しむ小石川養生所の医師を任される。
第6部では町人身分の設定であり、キャラクターは演じる西郷がこれ以前の同時間枠で主演していた『江戸を斬る』における遠山金四郎の町人姿を彷彿とさせる江戸っ子であった。第14部以後は士分の設定に変更されている。
第14部最終話（第24話）では薬の横流し疑惑で窮地に陥ったところを忠相と伊織に救われ、そのお返しとばかりに第15部最終話（第26話）では薬種問屋と結託した奥医師の罠に落ちた伊織を救った。なお、伊織と直接共演したのはこの2回のみである。
第15部最終話（第26話）におけるキャストクレジットは一般ゲスト扱いになっていた。
いね（仁和令子） / 出演シリーズ：第6部
小石川養生所助手（第2話から）。新三郎に好意を持つ。
志保（根本りつ子） / 出演シリーズ：第7部 - 第14部・最終回スペシャル
小石川養生所女医師。石見藩松平家の物産方を務める川本弥兵衛（佐野浅夫）の娘で、ヤエガキ流小太刀の腕を持ち、大奥に務めていたことがある。父が死に、忠相がその仇と吹き込まれたことから、仇討ちのため忠相の命を狙うが、逆に負傷し倒れていたところを伊織に助けられる。その後忠相への誤解がとけ、養生所で伊織に医術を学びながら働くことに。それ以来長年思い続けている伊織との関係はなかなか進展しない。ごく稀だが伊織に代わってお白州に出て、罪人を追い詰めることがあった。
志保が剣はおろか武術を用いる描写はシリーズを追うごとになくなっていった。剣を振るったのは第9部第2回が最後である。
何度か、敵に襲われたり、自らがおとりになったりと、体を張る場面が多かった。
高木保之進（高井清史） / 出演シリーズ：第7部 - 最終回スペシャル
小石川養生所助手。登場以来長らく助手だったが、志保が退場した第15部で「高木先生」と呼ばれ、医師に昇格した。士分であることが役名で明記されてからも一貫して町人髷である。
第7部では伊織に「せいきち」と呼ばれていた。
医師となった第15部を除き、志保や片瀬と違って往診など養生所を出て業務に当たることはほとんど描かれない。
同様に、医療以外の場に動員されることはなかったが、第14部では唯一、借金の取り立て屋に扮する半次とともに、その子分のチンピラを芝居した。
演じる高木が大部屋俳優のため、他のゲスト大部屋俳優と一緒にクレジットされることが多かった。役名表記がなされる場合は、第7部では「養生所所員」、第8部から第10部では「高木」、第11部以後は「高木保之進」とされた。
全シリーズにわたって登場したキャラクターを除けば、初登場以来最終回スペシャルまで全シリーズ登場した唯一の人物である。
菊江（弓場沙織） / 出演シリーズ：第15部
志保の後任として登場。密かに、片瀬に想いを寄せている。

## 町火消い組
伊三郎（中村竹弥 / 出演シリーズ：第1部 - 第3部、伊吹吾郎 / 出演シリーズ：最終回スペシャル）
鳶の親方で、町火消し「い組」を率いる頭領。
政吉（里見浩太朗 / 出演シリーズ：第1部 - 第3部）
い組の纏持ちで、伊三郎の娘・加代の夫。
加代（武原英子 / 出演シリーズ：第1部 - 第3部）
伊三郎の娘。
弥助（鶴田忍 / 出演シリーズ：第1部）
伊三郎の元で働く鳶職人。

## 小料理屋たぬき
猿の三次（松山英太郎 / 出演シリーズ：第2部 - 第4部・第6部 - 第11部、松山省二 / 出演シリーズ：第5部）
第2部第2話にて初登場、盗っ人だったが忠相の温情により救われたのを機に忠相配下の密偵として働く。一貫して忠相に忠義を尽くす。
普段は当初は小間物屋（第2部）だったが、のちに自分の小料理屋（「めし 三次」→「たぬき」）を構え、主人兼板前として働いている（シリーズによっては船宿の主人の設定もあった。第4部「喜楽」、第10部「やなぎ」）。
「三方一両損」の教訓のきっかけとなった騒動では、客観的意見の相違から風間らを強引に店から追い出すという子供っぽさも見せている。幼馴染や盗っ人時代の昔なじみがやたら多い。
第10部以降は、小舟を漕ぐ場面が多くなった。
第12部第1話で、刺客に襲われた忠相をかばって壮絶な死を遂げる。
大岡一家の縁の下の力持ち的な存在であり、各メンバーからも信頼が厚かった。三次が亡くなった第12部第1話にて、忠相・伊織・辰三・勘太・志保・雪絵が、三次を回想する場面がある。
お菊（森田由紀子） / 出演シリーズ：第3部

おとき（榊千代恵） / 出演シリーズ：第5部
三次の妹。兄の三次とともに忠相の密偵として活躍。
おきみ（岡田美佐子） / 出演シリーズ：第6部

留吉（大橋壮多） / 出演シリーズ：第7部
たぬきの板前。大橋が大部屋俳優のため、表記の扱いは高井（高木）と同様であった。
お由美（山本郁子） / 出演シリーズ：第8部

おはる（加藤由美）、おなつ（桂川京子）、おあき（坂上味和）、おふゆ（小林有里） / 出演シリーズ：第9部
たぬきの女中。おあきは将軍吉宗の御落胤雅姫に仕立てられるも忠相、伊織らに救われ、その後三次に引き取られ女中として働く。
お柳（森マリア / 出演シリーズ：第10部 - 第13部、東てる美 / 出演シリーズ：最終回スペシャル）
三次、半次とともに忠相配下の密偵として活躍した。三次亡き後は事実上「たぬき」の女主人となる。ただし、最終回では半次の方が主人となった。
しのぶ（清水美砂） / 出演シリーズ：第10部
のちに佐橋孫兵衛の養女となる。
おたま（武田京子） / 出演シリーズ：第10部

お松（海野けい子）/ 出演シリーズ：第11部…当時は海野圭子、お竹（中尾麻祐子） / 出演シリーズ：第11部 - 第12部、お梅（武田京子） / 出演シリーズ：第11部 - 第13部
お竹は登場人物の設定変更に伴って新たに登場した辰三の女房である。第12部ではたぬきを辞めており、準レギュラーになっている。
お梅を演じる武田は前シリーズでおたまを演じていた高橋であるが、役柄は別人である。
丁の目の半次（左とん平）/ 出演シリーズ：第12部 - 最終回スペシャル
三次亡き後に「たぬき」の板前に迎えられ、忠相の密偵としてお柳とともに働く。13部では過去を知る盗人一味に娘・お鈴の母親の素性で脅され蔵破りに加担。その罪で江戸所払いを忠相から言い渡されドラマから一時消えるが、14部初回から再び復帰し、「たぬき」の主人となる。
お玉（宮川明子）、お千代（山下志麻） / 出演シリーズ：第12部

お君（彩木優花） / 出演シリーズ：第13部

お鈴（中野みゆき）/ 出演シリーズ：第14部
お柳の後任であり、たぬきの2代目おかみである。お柳同様、密偵として働く。
夏目甚八のよき理解者であり、探索に関してふてくされていた夏目を叱咤する場面もある。
お春（稲村友紀）、お秋（彩木優花） / 出演シリーズ：第14部

隼の六助（桂三木助）/ 出演シリーズ：第15部
たぬきの板前で、半次とともに密偵として働く。夏目とは、折り合いの悪い場面が多々ある。
お花（森永明日夏）/ 出演シリーズ：第15部

## 北町奉行所

### 奉行
中山時春（永井智雄 / 出演シリーズ：第1部 - 第5部・第7部、北町嘉朗 / 出演シリーズ：第10部、高野眞二 / 出演シリーズ：第11部 - 第13部、入川保則 / 出演シリーズ：第15部）…劇中では中山出雲守（もしくは中山出雲）。

諏訪頼篤（滝田裕介 / 出演シリーズ：第8部・第9部）…劇中では諏訪美濃守。

### 同心
戸ケ崎新兵衛（佐藤允） / 出演シリーズ：第4部

神崎五郎次（内田勝正） / 出演シリーズ：第5部

## 幕閣
徳川吉宗（山口崇）/ 出演シリーズ：全作（準レギュラー）
八代将軍。忠相を南町奉行に抜擢。馬が好きで「お馬将軍」と呼ばれるほど。また、鷹狩りなども好む。
紀州藩主時代に山田奉行としての忠相の公正無私な仕事ぶりに感服しており、自身が八代将軍に就任するや忠相を江戸へ呼び寄せた。
お忍びと称して市中を歩き回るのが好きだが、そのために問題を起こし忠相を困らせる。忠相に幾度となく捕らえられ、白洲に引き出されたことも。意外と体が弱いのか、よく病に倒れる。
やや気性が荒く、忠相の諫言にも耳を貸さず、謹慎を命じてしまうことが何度かある。
忠高や妙、静加のような年寄りには顔を立ててやるなどの気配りを見せる。
加藤剛、高橋元太郎とともに、最終回まで全シリーズを通して登場し、かつ、同一俳優が演じた数少ない登場人物である。

### 御側御用取次
有馬氏倫（中村錦司 / 出演シリーズ：第1部 - 第2部・第4部・第11部 - 第12部、森源太郎 / 出演シリーズ：第4部、有馬昌彦 / 出演シリーズ：第5部・第8部、志摩靖彦 / 出演シリーズ：第5部 - 第6部、江並隆 / 出演シリーズ：第7部、浜田寅彦 / 出演シリーズ：第9部、原田清人 / 出演シリーズ：第10部、中西宣夫 / 出演シリーズ：第13部、松本朝生 / 出演シリーズ：第14部）…劇中では有馬兵庫頭（もしくは有馬兵庫）。
加納久通（大林丈史 / 出演シリーズ：第15部）

### 老中
水野忠之（浪花五郎 / 出演シリーズ：第1部、清水元 / 出演シリーズ：第3部、神山繁 / 出演シリーズ：第4部、鈴木瑞穂 / 出演シリーズ：第10部、幸田宗丸 / 出演シリーズ：第11部 - 第13部、高野眞二 / 出演シリーズ：第14部）…劇中では水野和泉守。
幸田宗丸は別の役の幕府重臣で出演したことがある。単に「老中」とされることもあれば、別の名で登場することもあった。
松平信祝（穂高稔 / 出演シリーズ：第1部）…劇中では松平伊豆守。※史実では吉宗就任時、奏者番であった。
酒井忠音（山口幸生 / 出演シリーズ：第2部、岡田英次 / 出演シリーズ：第6部…劇中では酒井丹後守）※実際、そのころ小浜藩主。
安藤信友（永野達雄 / 出演シリーズ：第2部、幸田宗丸 / 出演シリーズ：第5部・第6部）…劇中では安藤対馬守（第6部では安藤出雲守）。※史実では吉宗就任時、奏者番であった。
戸田忠真（神田隆 / 出演シリーズ：第3部、永野達雄 / 出演シリーズ：第4部）…劇中では戸田山城守。
松平乗邑（水島道太郎 / 出演シリーズ：第3部…劇中では松平左近将監、中村竹弥 / 出演シリーズ：第9部）※実際、そのころ亀山藩主。
久世重之（飯沼慧 / 出演シリーズ：第7部…劇中では久世大和守）
阿部正喬（江並隆 / 出演シリーズ：第9部…劇中では阿部豊後守、鈴木瑞穂 / 出演シリーズ：最終回スペシャル…劇中では阿部和泉守）
土屋政直（里見浩太朗 / 出演シリーズ：最終回スペシャル…劇中では土屋山城守）

### 若年寄
石川総茂（永田光男 / 出演シリーズ：第1部…劇中では石川近江守、永野達雄 / 出演シリーズ：第7部…劇中では石川出羽守、 / 戸浦六宏 / 出演シリーズ：第12部…劇中では石川近江守、玉川伊佐男 / 出演シリーズ：第13部…劇中では石川出羽守）※史実では吉宗就任時、奏者番兼寺社奉行であった。
松平乗賢（那須伸太朗 / 出演シリーズ：第5部…劇中では松平能登守）
西尾忠尚（江並隆 / 出演シリーズ：第7部、戸浦六宏 / 出演シリーズ：第13部、小笠原良知 / 出演シリーズ：第14部、滝田裕介 / 出演シリーズ：最終回スペシャル）…劇中では西尾隠岐守（最終回スペシャルでは西尾豊後守）。※実際、そのころ横須賀藩主。
本多忠統（波田久夫 / 出演シリーズ：第12部）

### 寺社奉行
黒田直邦（西山辰夫 / 出演シリーズ：第2部…劇中では黒田豊前守）※実際、そのころ下館藩主。

### 勘定奉行
稲生正武（高野真二 / 出演シリーズ：第4部…劇中では稲生下野守）※のちに北町奉行。

### 大奥
瀬川（松村康世 / 出演シリーズ：第5部）

### その他
徳川宗春（滝田裕介 / 出演シリーズ：第1部 - 第2部、大瀬康一 / 出演シリーズ：第3部、菅野菜保之 / 出演シリーズ：第4部、入川保則 / 出演シリーズ：第10部、青山良彦 / 出演シリーズ：第11部、夏原諒 / 出演シリーズ：最終回スペシャル…劇中では徳川通春）
徳川御三家・尾張藩第七代藩主。松平通春としての登場は最終回スペシャルのみである。
酒井親本（疋田泰盛 / 出演シリーズ：第1部…劇中では酒井雅楽頭）
上野前橋藩第八代藩主。
上杉綱憲（小堀阿吉雄 / 出演シリーズ：第3部）
出羽国米沢藩四代藩主。
南部利視（水上保広 / 出演シリーズ：第7部…劇中では南部修理大夫）
陸奥盛岡藩第七代藩主。
松平清武（清川新吾 / 出演シリーズ：第12部）
上野館林藩初代藩主。
大岡忠光（倉岡伸太朗 / 出演シリーズ：第3部）
徳川宗武（青山隆一 / 出演シリーズ：第3部…劇中では田安宗武）
石出帯刀（酒井哲 / 出演シリーズ：第3部、谷口寛 / 出演シリーズ：第5部、波田久夫 / 出演シリーズ：第8部、溝田繁 / 出演シリーズ：第9部、有川正治 / 出演シリーズ：第14部）
室鳩巣（村上冬樹 / 出演シリーズ：第4部）
荻生徂徠（辰巳柳太郎 / 出演シリーズ：第4部…劇中では荻生惣左衛門）
加納政直（中村竹弥 / 出演シリーズ：第6部…劇中では加納五郎左衛門、白井滋郎 / 出演シリーズ：第15部…劇中では加納将監）
新井白石（庄司永建 / 出演シリーズ：第13部）
浄円院（塚本加成子 / 出演シリーズ：第15部…劇中ではおゆり）
八代将軍徳川吉宗の生母。
多紀元孝（溝田繁 / 出演シリーズ：第15部）
近藤喜三郎（外山高士 / 出演シリーズ：第2部）
永松左兵衛（中野誠也 / 出演シリーズ：第13部、立花一男 / 出演シリーズ：第14部）
火付盗賊改方頭。第14部でも1回登場しているが、このときは別の大部屋俳優が演じている。
天一坊改行（太田博之 / 出演シリーズ：第1部…劇中では天一坊）
山内伊賀亮（山形勲 / 出演シリーズ：第1部）
天忠（金井大 / 出演シリーズ：第1部）
赤川大膳（天津敏 / 出演シリーズ：第1部）
藤井左京（江見俊太郎 / 出演シリーズ：第1部）
伊勢屋四郎左衛門（細川俊夫 / 出演シリーズ：第2部）
白子屋お熊（二本柳俊衣 / 出演シリーズ：第3部）
白子屋お常（任田順好 / 出演シリーズ：第3部）
市川團十郎（? / 出演シリーズ：第3部）
日本左衛門（成田三樹夫 / 出演シリーズ：第3部…劇中では浜島庄兵衛）
雲霧仁左衛門（汐路章 / 出演シリーズ：第4部）
木鼠吉五郎（木村功 / 出演シリーズ：第5部）

## 各俳優および登場人物の出演シリーズ数など
- 最終回スペシャル含め、403回すべて出演したのは、歴代全出演者の中で主演の大岡忠相役加藤剛のみである。
- そのほか、すっとびの辰三役の高橋元太郎も、全シリーズ・最終回スペシャル通しての出演である。ただし、岡っ引きが複数体制になってからは、辰三が登場しない回もあった。演じた高橋は水戸黄門のうっかり八兵衛役とともに、長期にわたりレギュラーをつとめている。
- そのほか、第1部から最終回スペシャルまで配役も変わらなかったレギュラーキャストは、竹脇無我演じる榊原伊織である。伊織は上述の通り、第4部、第14部では1回出演するのみにとどまり、第6部ではまったく登場しないものの、存在は登場人物の口から明らかにされている。
- 準レギュラーでは山口崇が将軍吉宗役を一貫して演じており、最終回含め全シリーズに登場している。
- 最終回含め全シリーズにわたり登場した人物には忠相の妻・雪絵もいるが、上述の通り、2度キャスト変更が行われている。雪絵はキャスト変更しながら全シリーズ登場した唯一の登場人物である。なお、宇津宮・酒井・平の3代の雪絵すべてとレギュラーとして共演した出演者は少なくなく、加藤剛（忠相）、竹脇（伊織）、加藤治子（妙）、大坂（村上）、和田（風間）、松山英太郎（三次）、高橋（辰三）、遠藤（おはな）、山口（吉宗）である。
- 高井清史演じる小石川養生所員・高木保之進は、第7部の初登場以来、最終回スペシャルまで養生所関係で唯一固定されていた出演者である。（ほかの養生所のスタッフは、伊織や志保でさえこれ以後だけでも全シリーズレギュラー出演は果たしていない。）高井（高木）は養生所以外を含めても、初登場以来、全シリーズレギュラー出演した数少ない人物でもある。（次の第8部から登場する谷幹一（幹太）も、第15部まで連続登場したが、最終回スペシャルには登場していない。）最終回スペシャルを除いても、9シリーズ（以上）連続レギュラー出演を果たしたのは、高井（高木）のほかは加藤（忠相）(全シリーズ)、高橋（辰三）(全シリーズ)、大坂（村上）のみである。
- 大部屋俳優を除き、レギュラー出演を経験した俳優・女優が、のちにゲストで登場することがときどきあった。伊三郎役の中村が第9部で、千春役の土田が第14部で、千絵役の山口が第7部で登場したなどである。なお、準レギュラーがゲストで登場することはあった。
- 役どころを変えながら複数シリーズのレギュラーを務めたのは、原田大二郎、島英臣、武田京子である。島は第12部 - 第14部では大岡家用人、第15部では同心、最終回スペシャルでは大岡一家と無関係な役柄で登場している。

## その他
- 忠相の扱った事件の関係者もしくはその身内からレギュラー入りした人物は少なくなく、特に女性に多い。第3部の池田大助、第4部の相良俊輔、第5部の千絵、第7部の志保・おけい、第8部のお由美、第9部のおあき、第10部のしのぶ、第11部のお松（松江）、第12部のお鈴、半次などである。ただし、ほとんどはそのシリーズ限りのレギュラーであり、複数シリーズにわたってレギュラーを務めたのは、志保、おけい、半次のみである。
- 本作のレギュラーを経験してから同放送枠の『水戸黄門』のレギュラーになった人物も少なくない。第3部まで登場した里見浩太朗は後に2代目佐々木助三郎および5代目水戸光圀役となった。高橋元太郎は本作品での辰三役のレギュラーに加え、本作第1部に続いて放送された水戸黄門第2部からうっかり八兵衛役で同様に長期にわたるレギュラーを務めた。第5部に登場した山口いづみは続いて放送された水戸黄門第9部から小野塚志乃を演じた。佐野浅夫は第13部に続けて放映された水戸黄門第22部から3代目水戸光圀役を演じている。
- 本作のレギュラー経験者には、『江戸を斬るシリーズ』にもレギュラー出演経験のある出演者が多い。竹脇無我、西郷輝彦、里見浩太朗（以上、そちらでの主演経験者）、高橋元太郎、谷幹一、松山英太郎、森田健作、鮎川いずみ、小松政夫などである。多くは、『江戸を斬る』でレギュラーを経験してから、本作でレギュラーになるケースである。